# Чемпионат Уругвая по футболу
Чемпионат Уругвая по футболу (официальное название — Профессиональная лига Премьер-дивизиона, исп. Liga Profesional de Primera División) — высший дивизион чемпионата Уругвая, соревнование, проводимое среди уругвайских футбольных клубов, в котором выявляется чемпион страны. В последние годы проводился в три этапа среди 16 клубов. Во второй половине 2016 года был организован переходный чемпионат с целью возвращения первенства к системе выявления чемпиона страны за календарный год.

## История
Чемпионат Уругвая впервые прошёл в 1900 году среди четырёх команд. Вскоре высшая лига стала именоваться Примера А. С 1903 по 1914 год существовал Второй дивизион, однако не всегда даже его чемпион переходил на следующий год в Примеру. В 1913—1941 годах роль вновь образованного третьего эшелона в структуре лиг играл «Дивизион Экстра» («Дополнительный дивизион»). В 1915 году на смену Второму дивизиону пришёл «Дивизион Интермедиа», то есть «Промежуточный дивизион». В 1942 году Второй профессиональный дивизион был возрождён, однако до 1982 года он назывался «Примера B». «Дивизион Интермедиа» опустился на одну ступень и занял третье место в структуре лиг, а «Дивизион Экстра» до 1971 года был четвёртой лигой. В 1972 году на смену дивизионам «Интермедиа» и «Экстра» пришли Примера C и Примера D соответственно. В 1979 году Примеру D упразднили, оставив лишь три уровня в системе лиг. В 1997 году Примера C была переименована в «Лига Метрополитана». С 2008 по 2016 год она называлась Segunda División Amateur. С 2017 года третья лига называется Второй дивизион B Насьональ.
Число клубов в Примере А в 1915—1998 годах колебалось, в основном, от 10 до 14 (за исключением 1923—1928 и 1981 годов). Максимальное число команд было в сезоне 1923 года (проведённого ФУФ) — 32. А начиная с 1999 года несколько выросло и теперь колеблется от 15 до 18.
До сезона 1999 года в Примере А играли только клубы из Монтевидео, так как уровень развития футбола в столице был намного выше, чем в провинциях, также с 1932 профессиональными стали почти исключительно столичные клубы (кроме «Депортиво Мальдонадо»). Во Втором дивизиона большинство команд были тоже из Монтевидео. В 1998 году Ассоциация футбола Уругвая провела реформу в структуре чемпионата. Был проведён Главный турнир клубов-чемпионов регионов, который выиграла «Пайсанду Белья Виста», принятая в сезон Примеры 1999 года, в котором также сыграли ещё три нестоличных клуба. Этот турнир просуществовал ещё два сезона, причём его чемпионы уже не принимались в Примеру. Но во многих городах произошли объединения местных любительских клубов, образовавших профессиональные команды, выступающие теперь в высших лигах страны.
Все чемпионы Уругвая также представляют столицу.
| годы      | Уровни в структуре лиг чемпионата Уругвая | Уровни в структуре лиг чемпионата Уругвая | Уровни в структуре лиг чемпионата Уругвая | Уровни в структуре лиг чемпионата Уругвая |
| --------- | ----------------------------------------- | ----------------------------------------- | ----------------------------------------- | ----------------------------------------- |
| годы      | 1                                         | 2                                         | 3                                         | 4                                         |
| 1900—1902 | Примера                                   |                                           |                                           |                                           |
| 1903—1912 | Примера                                   | Сегунда                                   |                                           |                                           |
| 1913—1914 | Примера                                   | Сегунда                                   | Экстра                                    |                                           |
| 1915—1941 | Примера                                   | Интермедиа                                | Экстра                                    |                                           |
| 1942—1971 | Примера                                   | Сегунда                                   | Интермедиа                                | Экстра                                    |
| 1972—1978 | Примера                                   | Сегунда                                   | Первый любительский                       | Примера D                                 |
| 1972—н.в. | Примера                                   | Сегунда                                   | Первый любительский                       | Регионы                                   |

## Регламент соревнования
До 2016 года:
- 1 этап — Апертура — («Открытие») является первым кругом чемпионата, и проводится во второй половине календарного года. Победитель Апертуры не является чемпионом Уругвая, но получает путёвку в ближайший Кубок Либертадорес.
- 2 этап — Клаусура — то есть, «Закрытие», второй круг чемпионата.
- 3 этап. Финальная стадия. Победитель Апертуры играет против победителя Клаусуры. В случае, если существует третий клуб, не выигравший ни одного из этапов, но набравший больше всего очков по итогам всего чемпионата, победитель финальной стадии играет с этим клубом за чемпионский титул. Как правило, больше всего очков по итогам сезона набирает один из клубов-победителей первых двух этапов. Тогда, если этот клуб побеждает в финальной стадии, он объявляется чемпионом. Если же эта команда проигрывает, то она имеет возможность вновь встретиться со своим противником за чемпионский титул — на этот раз уже в качестве клуба, набравшего больше всего очков в чемпионате.

С 2016 года между Апертурой и Клаусурой был добавлен дополнительный турнир для клубов Примеры — Промежуточный турнир (Torneo Intermedio). В нём 16 клубов примеры разбиваются на две группы, проводят друг с другом по одному матчу, а победители групп встречаются в финале. Победитель Промежуточного турнира получает право сыграть перед началом следующего сезона с чемпионом страны за Суперкубок Уругвая (в 2018 году первым в истории обладателем этого трофея стал «Пеньяроль»). Очки, набранные в промежуточном турнире, добавляются в общую таблицу набранных за сезон очков.
Чемпионат Уругвая не относится к элитарным лигам по общему уровню клубов, в нём играющих, однако, это не относится к двум сильнейшим клубам страны — «Пеньяролю» и «Насьоналю», являющиеся одними из самых титулованных клубов в мире. Их преимущество даже более подавляюще, чем то, какое есть в чемпионате Шотландии у «Селтика» и «Рейнджерс».

## Состав Высшего дивизиона в сезоне 2023
| №  | Команда               | Город                    | Стадион                             | Мест   |
| -- | --------------------- | ------------------------ | ----------------------------------- | ------ |
| 1  | Бостон Ривер          | Лас-Пьедрас / Монтевидео | Парке Артигас                       | 12 000 |
| 2  | Данубио               | Монтевидео               | Хардинес-дель-Иподромо              | 18 000 |
| 3  | Депортиво Мальдонадо  | Мальдонадо               | Доминго Бургеньо                    | 25 000 |
| 4  | Дефенсор Спортинг     | Монтевидео               | Луис Франсини                       | 16 000 |
| 5  | Ла-Лус                | Монтевидео               | Парке Палермо                       | 4072   |
| 6  | Ливерпуль             | Монтевидео               | Бельведере                          | 10 000 |
| 7  | Монтевидео Сити Торке | Монтевидео               | Луис Франсини                       | 16 000 |
| 8  | Монтевидео Уондерерс  | Монтевидео               | Парке Вьера                         | 11 000 |
| 9  | Насьональ             | Монтевидео               | Гран Парке Сентраль                 | 30 000 |
| 10 | Пеньяроль             | Монтевидео               | Кампеон-дель-Сигло                  | 40 000 |
| 11 | Пласа Колония         | Колония-дель-Сакраменто  | Альберто Суппичи                    | 12 000 |
| 12 | Расинг                | Монтевидео               | Комплехо Рентистас                  | 10 600 |
| 13 | Ривер Плейт           | Монтевидео               | Парке Сарольди                      | 5165   |
| 14 | Серро                 | Монтевидео               | Парке Маракана                      | 8000   |
| 15 | Серро-Ларго           | Мело                     | Архитектор Антонио Элеутерио Убилья | 9000   |
| 16 | Феникс                | Монтевидео               | Парке Капурро                       | 5500   |
| —  | Национальный стадион: | Монтевидео               | Сентенарио                          | 60 235 |

## Список чемпионов Уругвая

### Допрофессиональная эра
| Футбольная Лига Уругвайской Ассоциации - 1900. Центральный Уругвайский Железнодорожный Крикетный Клуб (Пеньяроль) - 1901. ЦУЖДКК (Пеньяроль) - 1902. Насьональ - 1903. Насьональ - 1904. Не проводился - 1905. ЦУЖДКК (Пеньяроль) - 1906. Монтевидео Уондерерс - 1907. ЦУЖДКК (Пеньяроль) Лига Уругвая - 1908. Ривер Плейт ФК - 1909. Монтевидео Уондерерс - 1910. Ривер Плейт ФК - 1911. ЦУЖДКК (Пеньяроль) - 1912. Насьональ - 1913. Ривер Плейт ФК - 1914. Ривер Плейт ФК | Ассоциация Уругвайского Футбола - 1915. Насьональ - 1916. Насьональ - 1917. Насьональ - 1918. Пеньяроль - 1919. Насьональ - 1920. Насьональ - 1921. Пеньяроль - 1922. Насьональ - 1923 (АУФ). Насьональ - 1923 (ФУФ). КА Уондерерс - 1924 (АУФ). Насьональ - 1924 (ФУФ). Пеньяроль - 1925. Не проводился - 1926. Пеньяроль - 1927. Рампла Хуниорс - 1928. Пеньяроль - 1929. Пеньяроль - 1930. Не проводился - 1931. Монтевидео Уондерерс |

### Профессиональная эра
- 1932. Пеньяроль
- 1933. Насьональ
- 1934. Насьональ
- 1935. Пеньяроль
- 1936. Пеньяроль
- 1937. Пеньяроль
- 1938. Пеньяроль
- 1939. Насьональ
- 1940. Насьональ
- 1941. Насьональ
- 1942. Насьональ
- 1943. Насьональ
- 1944. Пеньяроль
- 1945. Пеньяроль
- 1946. Насьональ
- 1947. Насьональ
- 1948 Не завершен[K 6]
- 1949. Пеньяроль
- 1950. Насьональ
- 1951. Пеньяроль
- 1952. Насьональ
- 1953. Пеньяроль
- 1954. Пеньяроль
- 1955. Насьональ
- 1956. Насьональ
- 1957. Насьональ
- 1958. Пеньяроль
- 1959. Пеньяроль
- 1960. Пеньяроль
- 1961. Пеньяроль
- 1962. Пеньяроль
- 1963. Насьональ
- 1964. Пеньяроль
- 1965. Пеньяроль
- 1966. Насьональ
- 1967. Пеньяроль
- 1968. Пеньяроль
- 1969. Насьональ
- 1970. Насьональ
- 1971. Насьональ
- 1972. Насьональ
- 1973. Пеньяроль
- 1974. Пеньяроль
- 1975. Пеньяроль
- 1976. Дефенсор
- 1977. Насьональ
- 1978. Пеньяроль
- 1979. Пеньяроль
- 1980. Насьональ
- 1981. Пеньяроль
- 1982. Пеньяроль
- 1983. Насьональ
- 1984. Сентраль
- 1985. Пеньяроль
- 1986. Пеньяроль
- 1987. Дефенсор
- 1988. Данубио
- 1989. Прогресо
- 1990. Белья Виста
- 1991. Дефенсор Спортинг
- 1992. Насьональ
- 1993. Пеньяроль
- 1994. Пеньяроль
- 1995. Пеньяроль
- 1996. Пеньяроль
- 1997. Пеньяроль
- 1998. Насьональ
- 1999. Пеньяроль
- 2000. Насьональ
- 2001. Насьональ
- 2002. Насьональ
- 2003. Пеньяроль
- 2004. Данубио
- 2005. Насьональ
- 2005/06. Насьональ
- 2006/07. Данубио
- 2007/08. Дефенсор Спортинг
- 2008/09. Насьональ
- 2009/10. Пеньяроль
- 2010/11. Насьональ
- 2011/12. Насьональ
- 2012/13. Пеньяроль
- 2013/14. Данубио
- 2014/15. Насьональ
- 2015/16. Пеньяроль
- 2016. Насьональ
- 2017. Пеньяроль
- 2018. Пеньяроль
- 2019. Насьональ
- 2020. Насьональ
- 2021. Пеньяроль
- 2022. Насьональ
- 2023. Ливерпуль

## Титулы
- «Пеньяроль» — 53[K 7]
- «Насьональ» — 49
- «Дефенсор Спортинг» — 4
- «Уондерерс» — 4[K 8]
- «Данубио» — 4
- «Ривер Плейт ФК» — 4
- «Белья Виста» — 1
- «Ливерпуль» — 1
- «Сентраль Эспаньол» — 1
- «Прогресо» — 1
- «Рампла Хуниорс» — 1

## Рекорды
- Рекордная победная серия составляет 32 матча: в сезонах 1940—1942 этого достижения добился «Насьональ».

## Комментарии
1. ↑  В Уругвае идёт спор по поводу того, считать ли ЦУЖДКК и «Пеньяроль» одним клубом. Сторонники «Насьоналя» считают, что это были разные клубы. Большая часть футбольной общественности, включая Ассоциацию Футбола Уругвая, считают их одним и тем же клубом, то есть титулы следует суммировать.
2. ↑  Чемпионат 1904 года был сорван из-за гражданской войны.
3. ↑  В 1923 году в футболе страны произошёл раскол. Была образова Федерация Футбола Уругвая, которая стала проводить свои первенства, а также создала собственную сборную. В чемпионате под эгидой АУФ был «Насьональ», а также такие известные клубы, как «Рампла Хуниорс», «Белья Виста», «Феникс». В чемпионате ФУФ выступал «Пеньяроль», а также довольно сильные «Сентраль», «Олимпия» (в будущим один из основателей современного «Ривер Плейта»), «Дефенсор», ФК «Ривер Плейт». В обоих турнирах был представлен «Уондерерс» (в турнире ФУФ выступил под названием Клуб Атлетико «Уондерерс», в отличие от официального наименования «Уондерерс» ФК). Со спортивной точки зрения чемпионаты были примерно равны. Однако после прекращения раскола АУФ стала признавать только результаты своих турниров, с чем не согласны участники турниров ФУФ (в первую очередь, «Пеньяроль» и «Монтевидео Уондерерс», выигравшие эти чемпионаты).
4. ↑  В 1925 году чемпионат был сорван из-за проблем в организации.
5. ↑  В 1930 году чемпионат решено было не проводить в связи с организацией и подготовкой к первому в истории чемпионату мира
6. ↑  Остановлен после 10 туров из-за забастовки игроков.
7. ↑  Включая титул ФУФ и чемпионат 1926.
8. ↑  Включая титул ФУФ.